# Tibor Vrbický
Tibor Vrbický (23. října 1921 Unín – 2. listopadu 1951 Věznice Pankrác) byl slovenský příslušník SNB a protikomunistický odbojář odsouzený v politickém procesu komunistickým režimem k trestu smrti a v roce 1951 popraven.

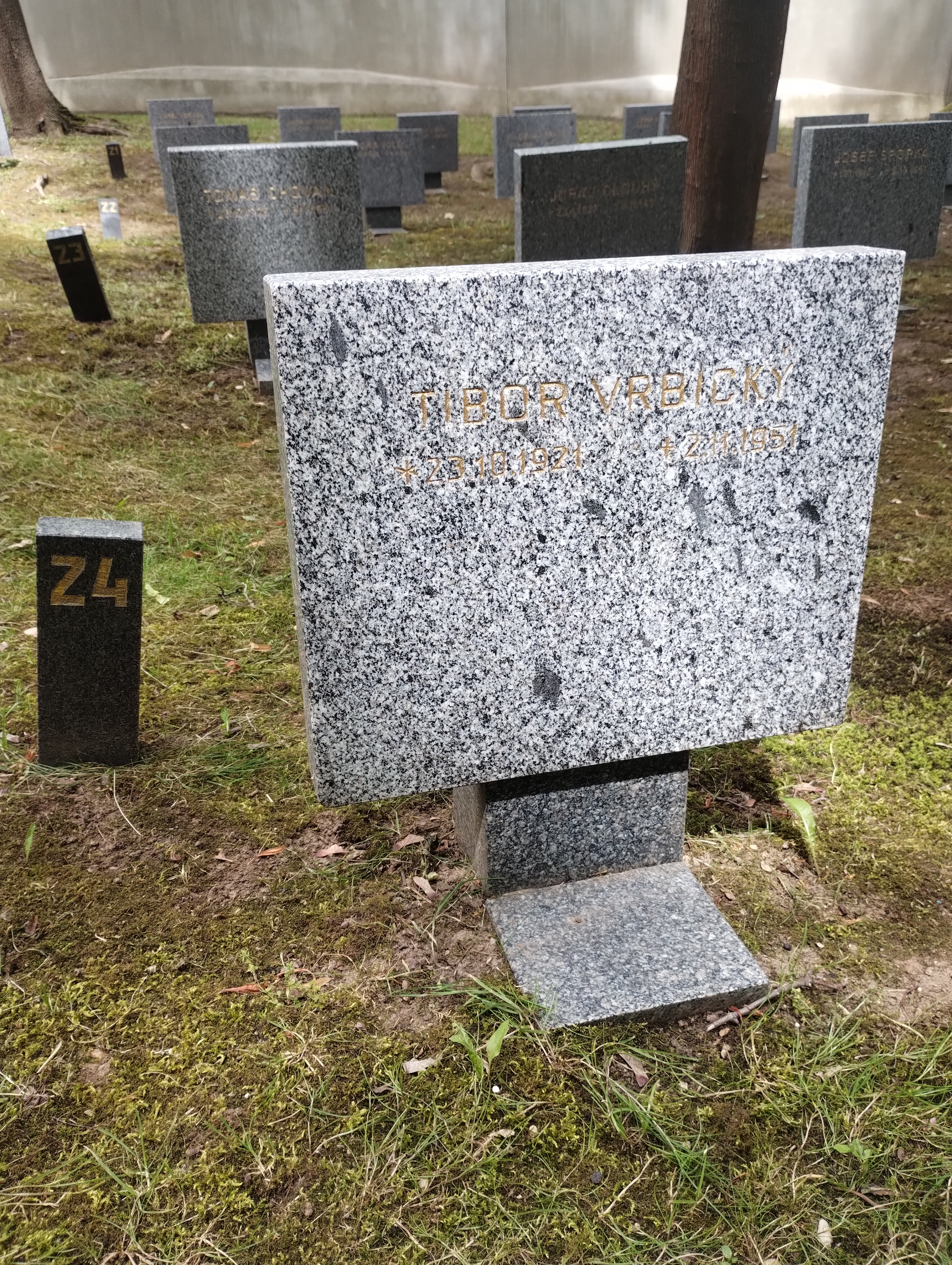
Symbolický náhrobek T. Vrbického na Čestném pohřebišti v Ďáblicích

Narodil se v roce 1921 v Uníně. Pracoval jako člen Sboru národní bezpečnosti. Byl ženatý, se svou ženou měl dvě děti. Před zatčením žil v Jáchymově. Po komunistickém převratu byl zatčen a vzat do vazby. V politickém procesu byl poté odsouzen k trestu smrti. Popraven byl v listopadu 1951. Rehabilitován byl po sametové revoluci v roce 1990.